# Buphagus africanus
La bufaga beccogiallo (Buphagus africanus Linnaeus, 1766) è un uccello passeriforme della famiglia Buphagidae.

## Descrizione

### Dimensioni
Misura 20 cm di lunghezza, per 57-71 g di peso.

### Aspetto

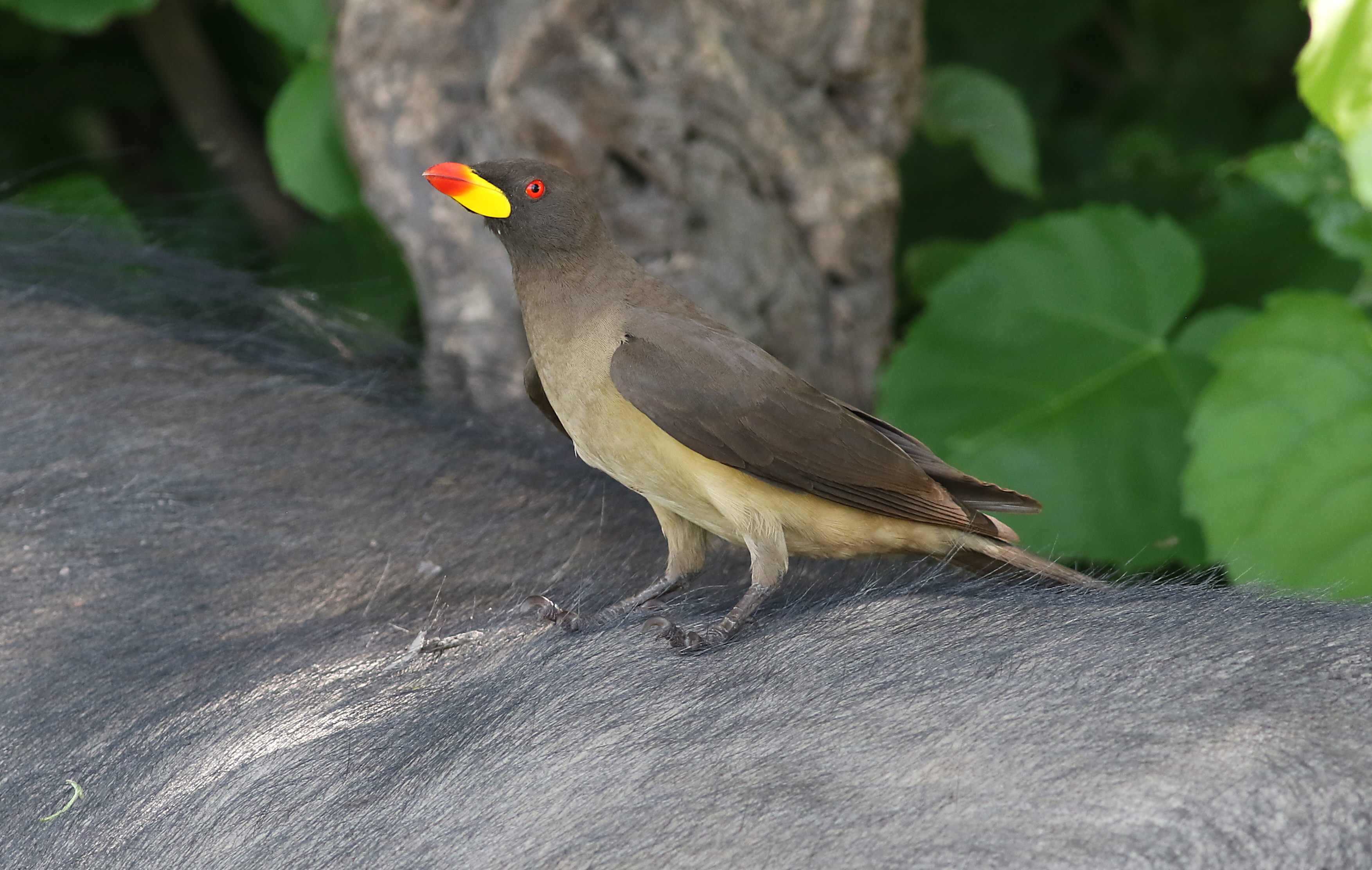
Esemplare nel parco nazionale del Chobe, Botswana

Si tratta di uccelli dall'aspetto robusto ma slanciato, muniti di piccola testa squadrata con becco robusto e dalla mandibola inferiore molto sviluppata, ali arrotondate, zampe forti e coda anch'essa forte e dall'estremità cuneiforme.
Il piumaggio si presenta di color caffè su testa ed ali, mentre la nuca, il collo ed il dorso sono di un bruno più chiaro, il codione è beige e dello stesso colore sono petto, ventre e fianchi, mentre la coda è di color bruno-grigiastro.
Il becco, come intuibile dal nome comune, è giallo con punta di colore rosso-arancio: gli occhi sono anch'essi rossi, mentre le zampe sono di colore grigio-nerastro.

## Biologia

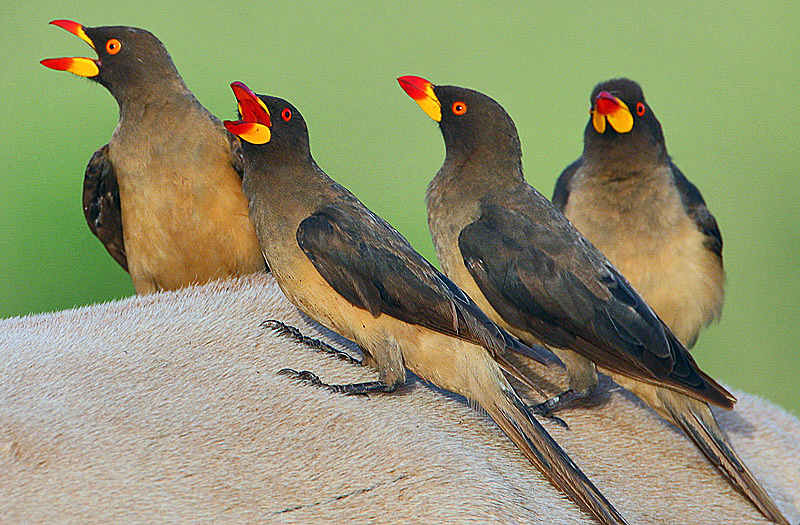
Gruppo in Gambia.

Si tratta di uccelli diurni e moderatamente gregari, che si spostano in gruppetti familiari di una decina d'individui, i quali spesso si fondono fra loro a formare stormi più consistenti e molto rumorosi, i cui componenti si tengono in continuo contatto vocale fra loro mediante richiami ronzanti: le bufaghe sono note per la loro stretta associazione coi grandi mammiferi erbivori africani, sul cui dorso passano la stragrande maggioranza del proprio tempo.
Sul far della sera, le bufaghe lasciano i propri ospiti (che possono variare dai bufali agli ippopotami, ai rinoceronti agli gnu) per cercare rifugio per la notte fra i rami degli alberi.

### Alimentazione

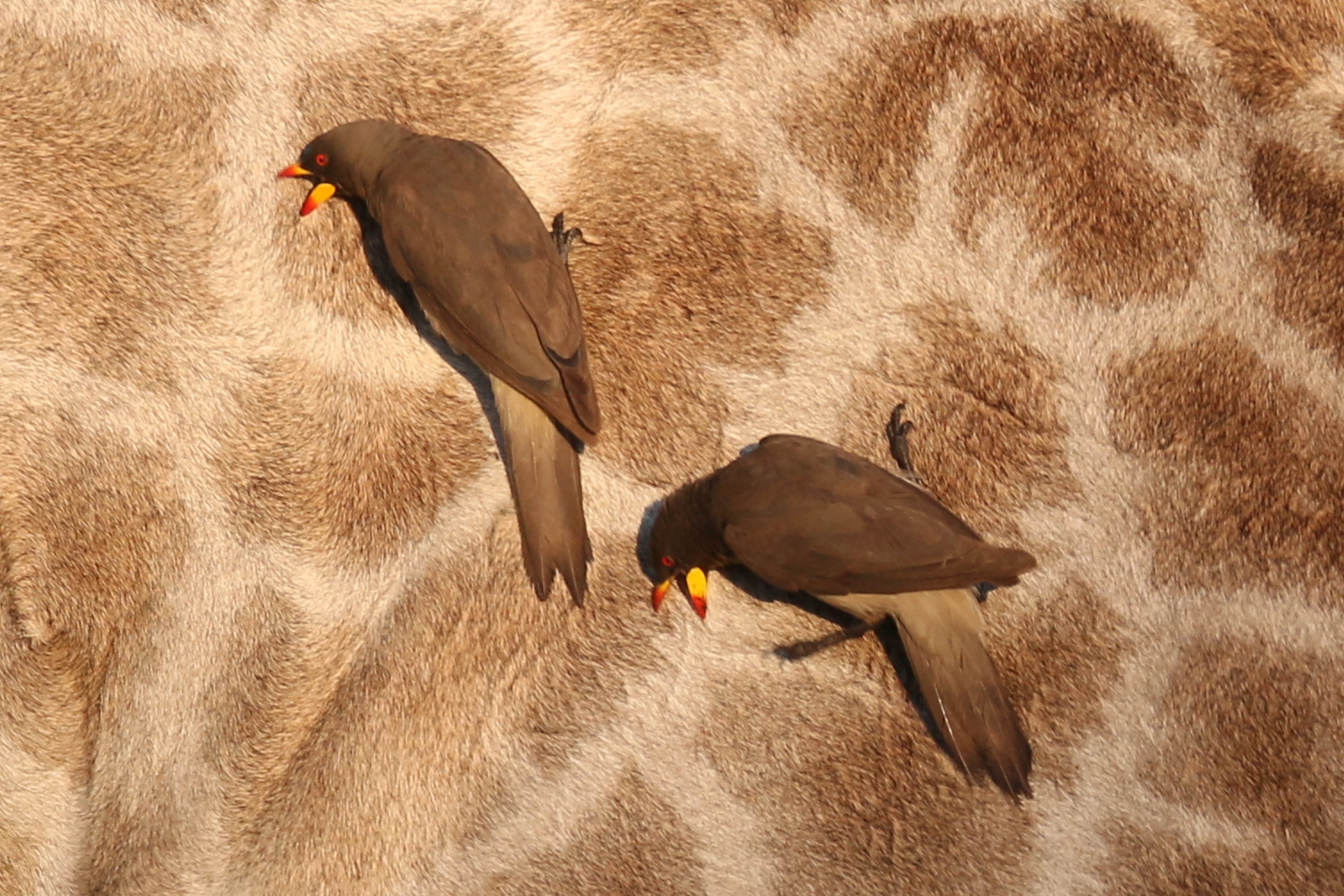
Bufaghe intente a nutrirsi su una giraffa a Linyanti, Namibia.

La dieta di questi uccelli è essenzialmente insettivora: le bufaghe sono solite effettuare dei tagli col becco nella pelle dei grossi mammiferi, esponendo in tal modo i parassiti annidati sotto l'epidermide e potersene nutrire agevolmente.
Fra le prede preferite delle bufaghe vi sono zecche e pulci, ma anche larve di insetti parassiti ed insetti ematofagi come i tafani: le bufaghe beccogiallo si nutrono inoltre di piccoli brandelli di carne e grasso ricavate dalle ferite dei propri ospiti, dei quali sono inoltre solite bere anche il sangue ricavandolo direttamente dalle ferite o indirettamente mangiando gli animali ematofagi che se ne sono nutriti.

### Riproduzione
Si tratta di uccelli monogami, la cui stagione riproduttiva va da aprile a settembre nel nord dell'areale (giugno-settembre in Mauritania, aprile-agosto in Nigeria, maggio-giugno in Sudan) e da dicembre a giugno a sud dell'Equatore, cadendo generalmente nel pieno della stagione delle piogge: durante la stagione degli amori, le coppie tendono a isolarsi dagli stormi di appartenenza, divenendo territoriali ed aggressive nei confronti di conspecifici, pur permettendo a volte ad alcuni esemplari di aiutarle nelle varie fasi dell'evento riproduttivo.
Il nido viene costruito in una cavità che può essere l'interno di un tronco d'albero marcescente, un nido abbandonato da altri animali, o anche la crepa di un muro: l'interno di tale cavità viene foderato da ambedue i partner con fibre vegetali e pelo animale, e la femmina vi depone 2-3 uova, che provvede a covare per circa 13 giorni.

I pulli sono ciechi ed implumi alla schiusa: essi vengono accuditi e imbeccati dai genitori e in alcuni casi anche da altri esemplari che cooperano con la coppia riproduttrice, e s'involano attorno alle tre settimane dalla schiusa. A quel punto, essi cominciano a seguire i genitori nei loro spostamenti ed a ricavare il cibo in maniera autonoma, chiedendo l'imbeccata sempre più sporadicamente: la piena indipendenza viene raggiunta attorno al mese e mezzo di vita.

## Distribuzione e habitat
La bufaga beccogiallo popola un areale piuttosto vasto (sebbene frammentato) che abbraccia gran parte dell'Africa subsahariana, andando dalla Senegambia e dalla Mauritania sud-occidentale al nord della Repubblica Centrafricana e al nord-ovest del Sudan del Sud attraverso gran parte del Sahel, oltre che nell'area di confine fra Sudan ed Etiopia, nel nord-ovest dell'Eritrea, lungo la costa di Gabon, Congo ed Angola, nord-est ed estremo nord-ovest della Namibia, area di confine fra Botswana, Zimbabwe e Zambia e fra quest'ultima, il Mozambico ed il Sudafrica (dove sta ricolonizzando il parco nazionale Kruger) e l'area fra il nord del Mozambico ed il sud del Kenya.
 Diventa meno comune nell'estremo est del suo areale, dove vive in simpatria con l'affine bufaga beccorosso.
L'habitat di questi uccelli è rappresentato dalla savana ed in generale dalle aree aperte secche e semiaride a copertura erbosa, con presenza di aree cespugliose e alberate o comunque di alberi isolati: la loro presenza è comunque strettamente correlata a quella di bestiame o di megafauna erbivora.

## Tassonomia
Se ne riconoscono due sottospecie:
- Buphagus africanus africanus Linnaeus, 1766 - la sottospecie nominale, diffusa nella maggioranza dell'areale occupato dalla specie;
- Buphagus africanus langi Chapin, 1921 - endemica del bacino del Congo (Gabon, Congo-Brazzaville, Congo-Kinshasa occidentale, Angola nord-occidentale);

Alcuni autori riconoscerebbero inoltre le sottospecie megarhynchus dell'area del lago Kivu ed haematophagus dell'area dell'Okavango, ambedue sinonimizzate con la nominale.

## Galleria d'immagini

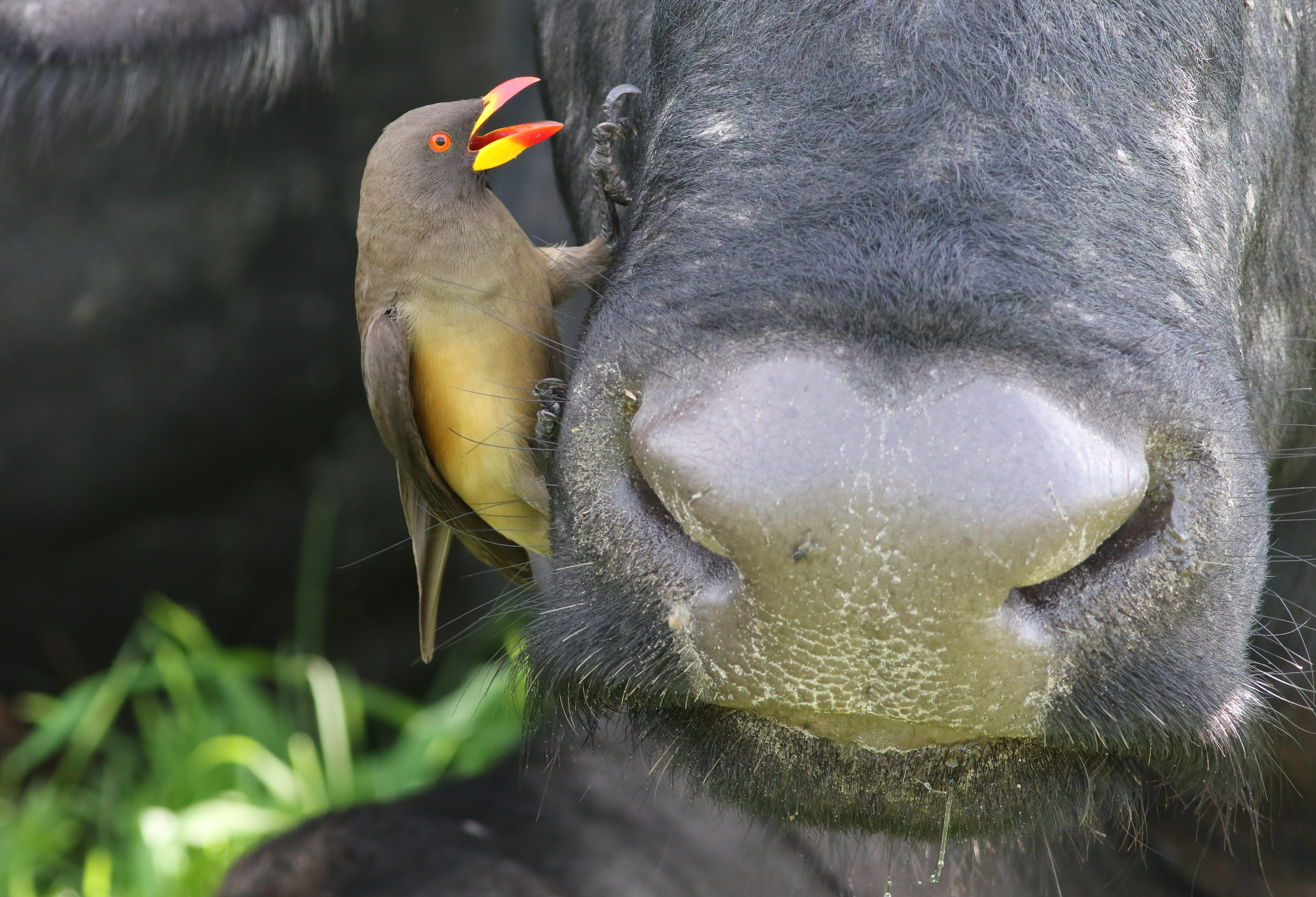
Esemplare si nutre su un bufalo in Botswana.
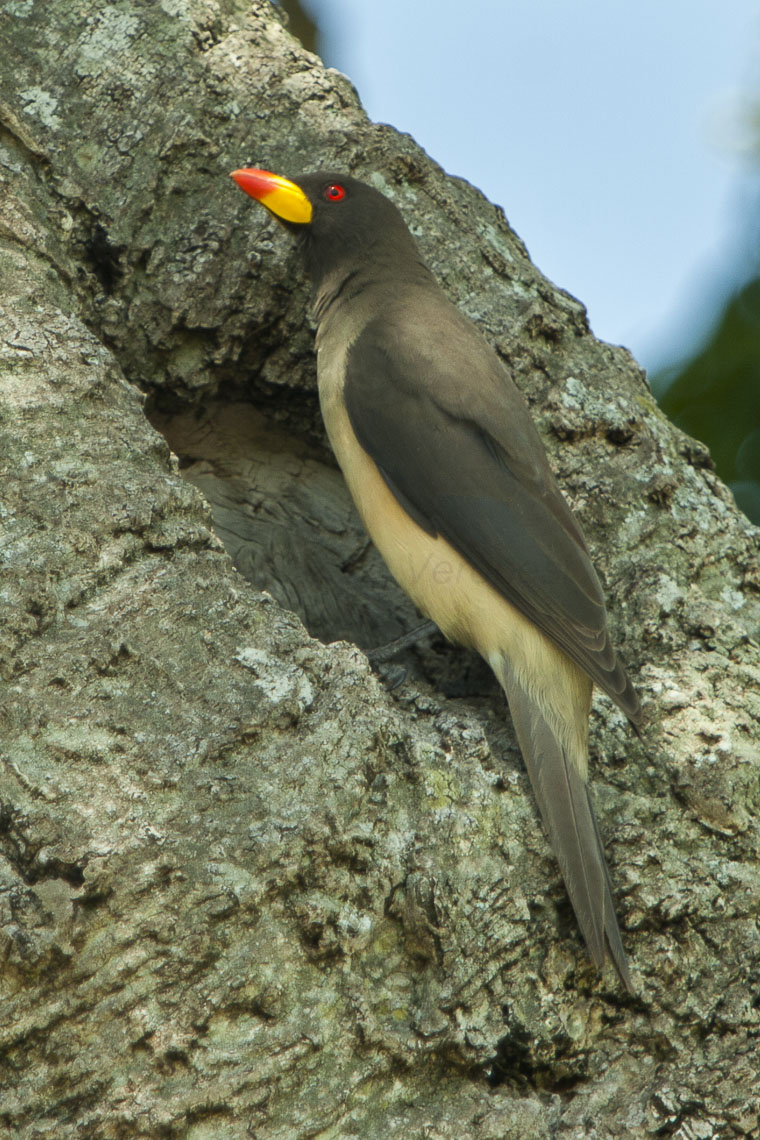
Esemplare all'entrata del nido in Kenya.
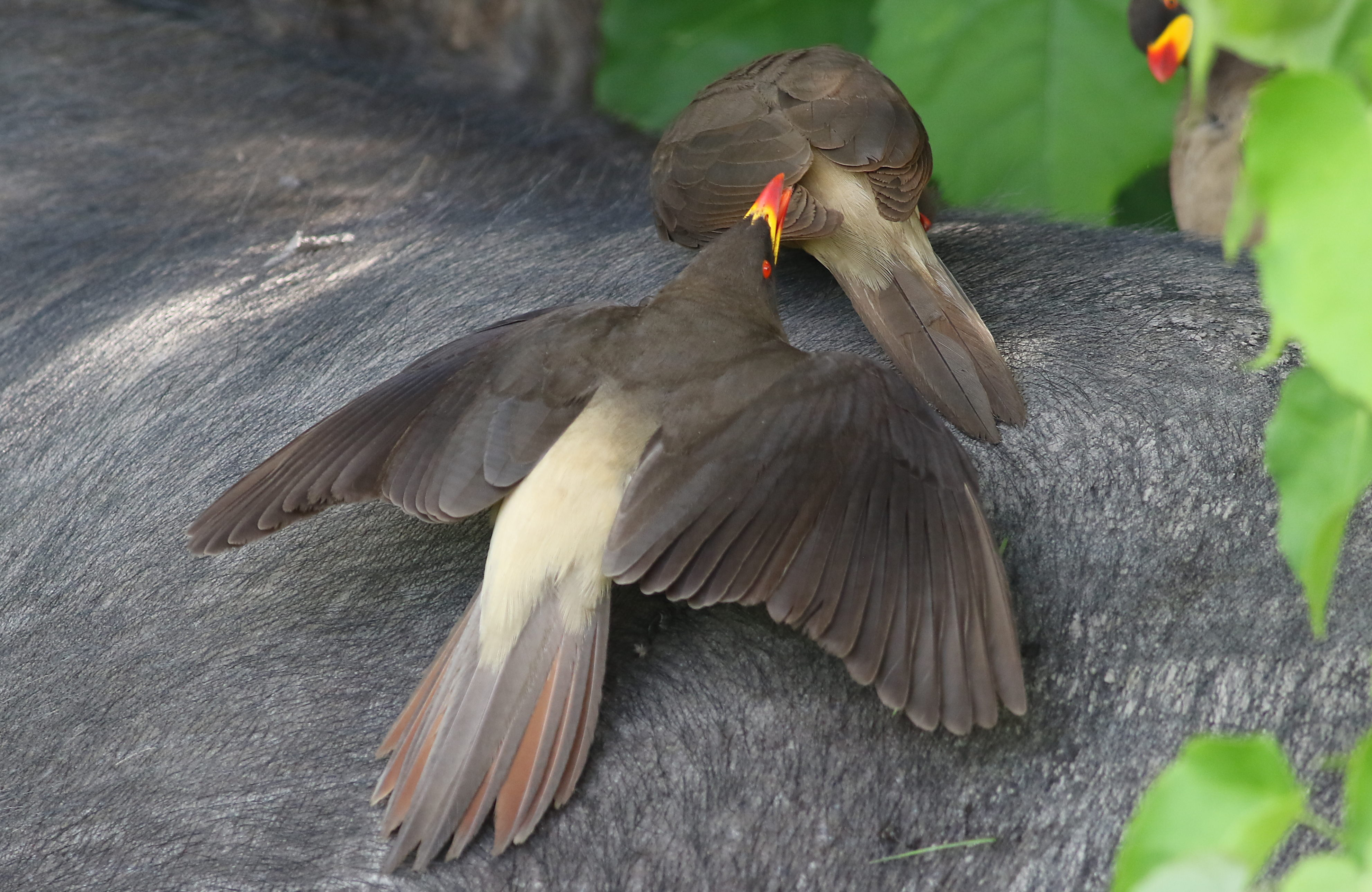
Corteggiamento.
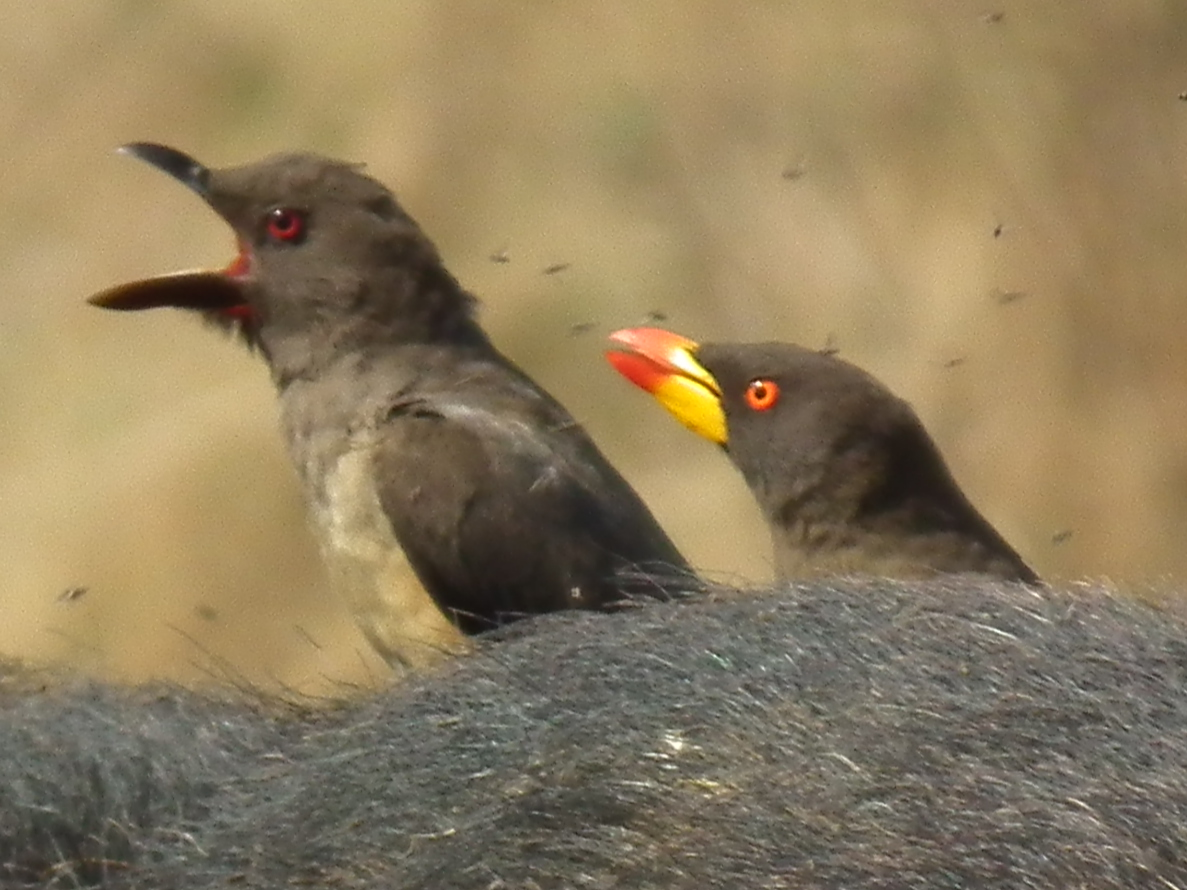
Giovane (in primo piano) nel Serengeti.
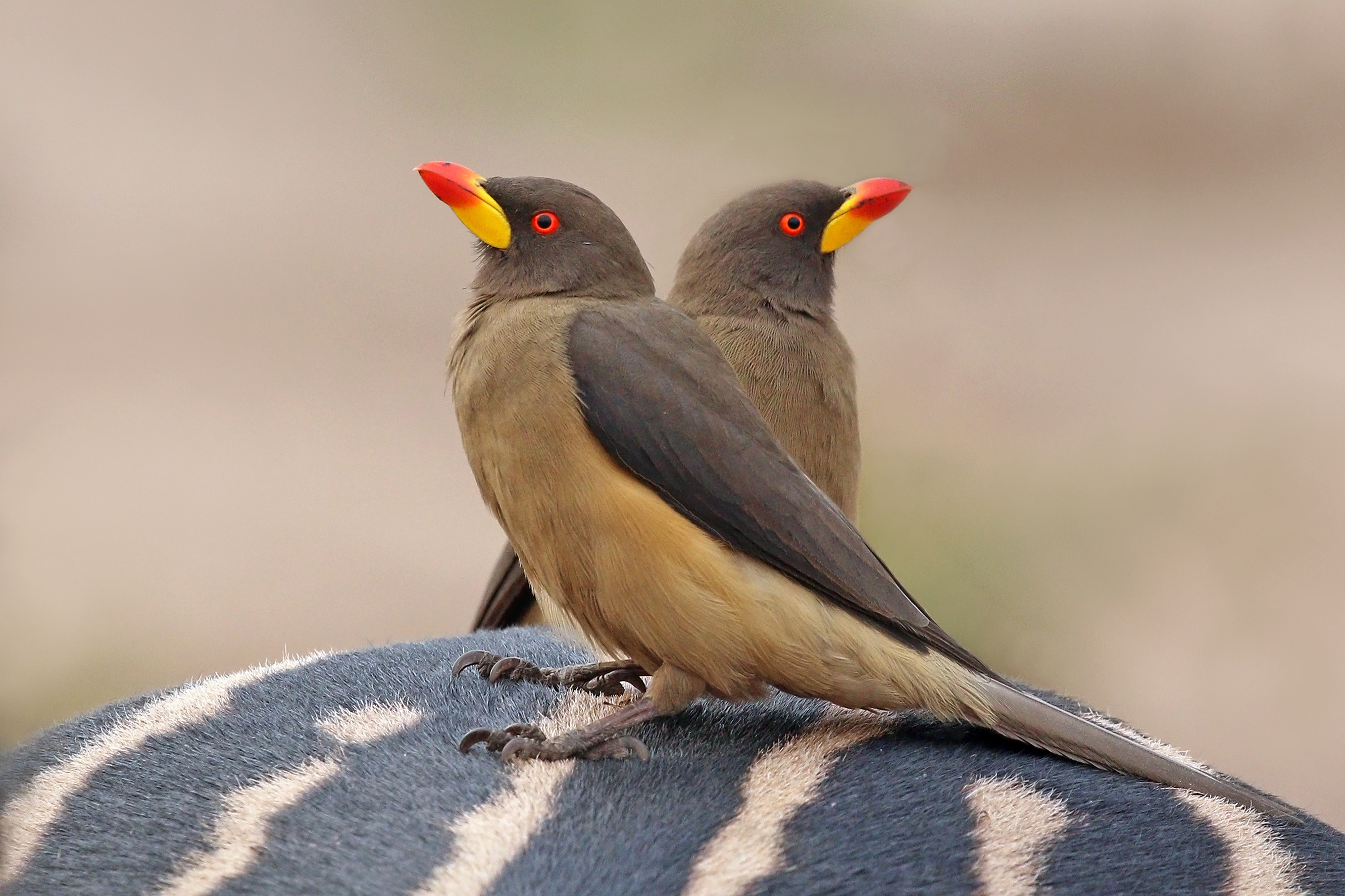
Due esemplari su una zebra in Senegal.
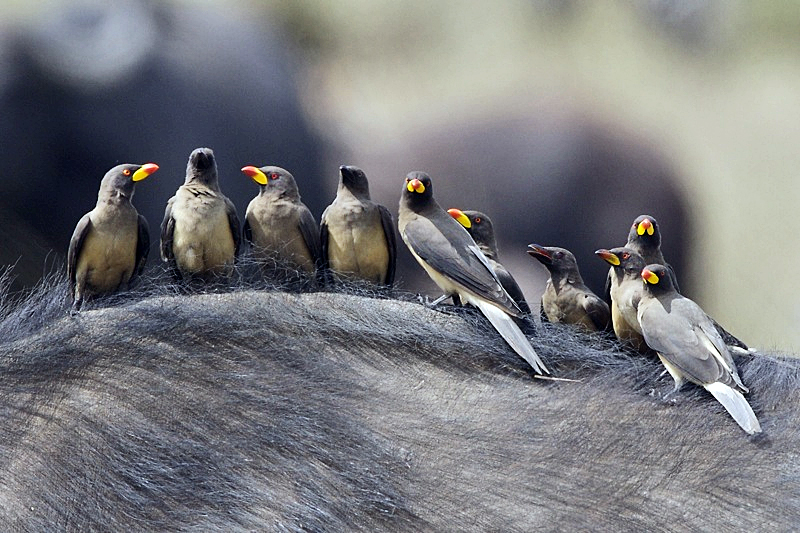
Esemplari nel Masai Mara.